# Eschenrieder Spange
A Eschenrieder Spange, também conhecida por A 99a, é o trecho que liga Munique ao município de Bergkirchen e à vila de Allach. Oficialmente, este trecho de estrada não tem um número, mas pertence à A 99.
A A 99a também serve como um atalho entre a A 8 que liga Stuttgart e a A 99 na junção de trechos em Munique do Norte. Os acessos nas extremidades têm apenas rampas de saída em direção à Augsburg, Stuttgart ou Munique do Norte.
Devido à falta de outras saídas no trevo à oeste de Munique, torna-se necessário a utilização da A 99a.